# ASRAD

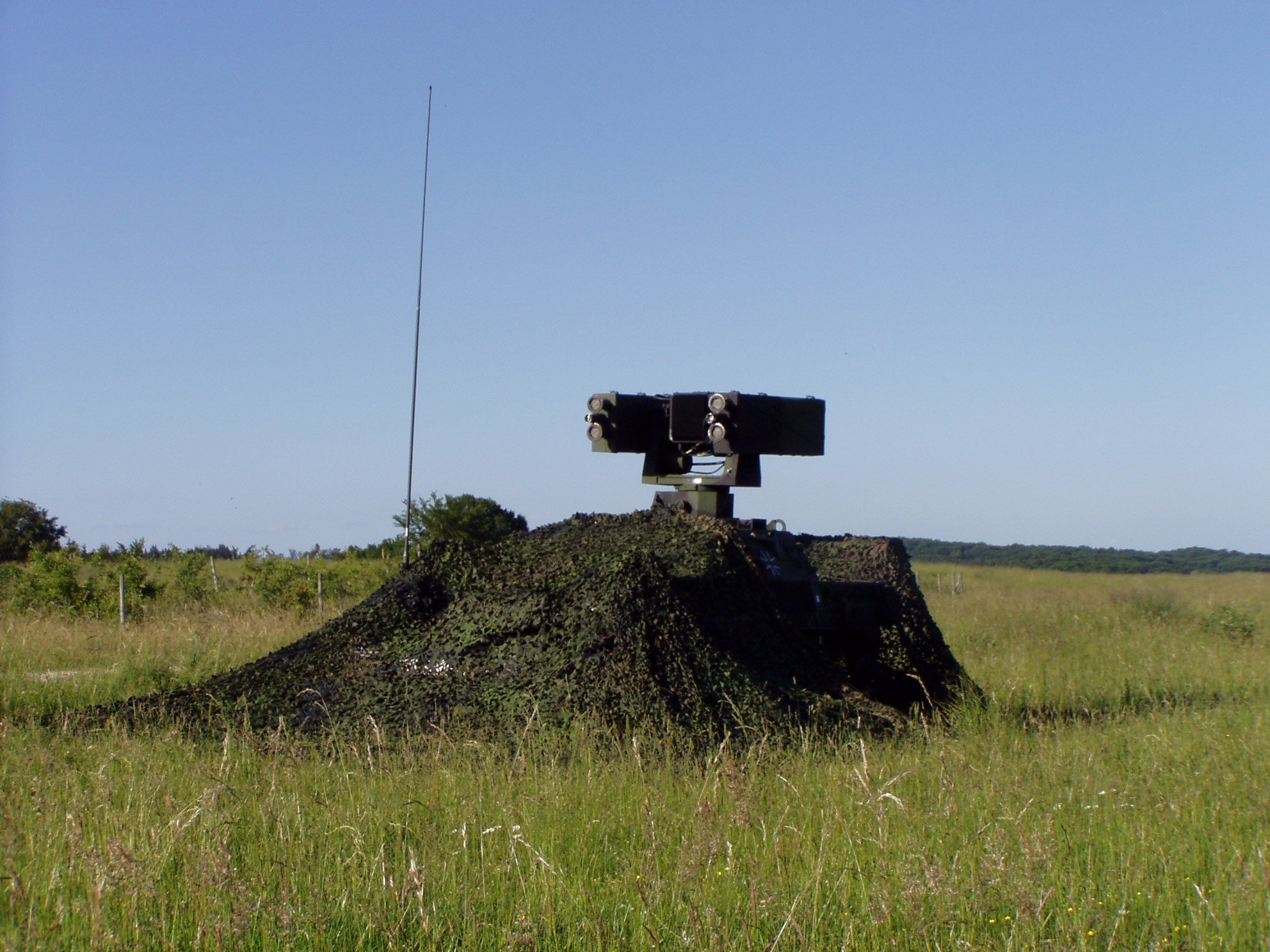
Ozelot

ASRAD is een geavanceerd luchtverdedigingssysteem ontwikkeld door de firma STN Atlas Elektronik GmbH, tegenwoordig Rheinmetall Defence Electronics.
Duitsland, Finland en Griekenland hebben de ASRAD in gebruik.

## Beschrijving
ASRAD bestaat uit een 360° horizontaal draaibare van -10° tot +70° eleveerbare lanceerinrichting met twee lanceerkokers met elk twee Stinger-luchtdoelraketten. ASRAD kan ook met andere typen luchtdoelraketten worden uitgerust, bijvoorbeeld met de Russische 9K310 Igla (NAVO-codenaam: 'SA-18 Grouse'), MISTRAL van het Franse Matra Défense (inmiddels opgegaan in MBDA) of de RBS-70 van het Zweedse bedrijf Saab Bofors Dynamics.
ASRAD kan zelfstandig luchtdoelen detecteren en bestrijden. Voor het detecteren beschikt het over een passief infrarood Thales (voorheen Pilkington) Optronics ADAD-zoek-en-volgsysteem (infrared search and track system of IRST), dat linksachter op het voertuig gemonteerd is en voor transport naar achteren omlaag geklapt kan worden. Voor het volgen van doelen heeft het een gestabiliseerde warmtebeeldsensor (FLIR), tv-camera en een laserafstandsmeter (LAM), waarmee doelen automatisch gevolgd kunnen worden (dual mode autotracking). Het systeem bepaalt automatisch de afstand en richting van het doel en heeft second shot capability op hetzelfde doel. Ook kan het systeem aangestuurd worden door een aparte radarvuurleidingsinstallatie of geïntegreerd worden met passieve en actieve zoek-en-volgsystemen en aan externe 2D- of 3D-luchtbeeldsystemen.
Het systeem wordt bediend door twee personen: een commandant en een schutter. ASRAD kan op bijna elk wiel- of rupsvoertuig worden gemonteerd.

## Kenmerken
- Snelle inzetbaarheid (binnen vijf minuten na het lossen uit bijvoorbeeld een helikopter)
- Korte reactietijd (niet meer dan 10 seconden van detectie tot afvuren)
- Multi-target-mogelijkheden
- Hoge operationele beschikbaarheid
- Automatische systeembedieningsmodus (dus minder kans op menselijke fouten)
- Bedieningsgemak, eenvoudige opleiding en eenvoudig te onderhouden
- Automatische systeemtest (ingebouwde testapparatuur/BITE)
- Afstandsbedieningsmodus, te gebruiken bij beveiliging van stationaire objecten (objecten, gebieden). Met de uitneembare besturings- en weergave-eenheid (control and display unit of CDU) kan het systeem via een kabel op maximaal 100 meter afstand bediend worden).
- Beveiliging van mobiele objecten (konvooien, manoeuvre-eenheden)
- Logistieke samenwerking tussen gebruikers (landen)
- Modulair systeem, dus mogelijkheden voor uitbreiding en aanpassing
- Integratie met andere systemen mogelijk

## Licht luchtverdedigingssysteem Ozelot
Het Leichte Flugabwehr System (LeFlaSys) Ozelot van de Duitse Bundeswehr is een geïntegreerd gepantserd luchtdoelraketsysteem voor korte afstand. Het is ontwikkeld op basis van de Wiesel 2 van de Bundeswehr. Het wordt gebruikt door de 3./FlaRakGrp 61 in Todendorf. In totaal werden 67 Wiesel 2-voertuigen aangekocht voor het LeFlaSys, waarvan 50 voorzien van ASRAD.
Het systeem is genoemd naar het dier de ocelot, die in het Duits Ozelot genoemd wordt.
Het LeFlaSys 'Ozelot' bestaat uit drie verschillende typen voertuigen op basis van de Wiesel 2 en een interface-voertuig op basis van de Mercedes-Benz G:
- Wiesel 2 Ozelot Wapenplatform ASRAD[3]
- Wiesel 2 BF/UF[4] Batterijcommando- en ondersteuningsvoertuig
- Wiesel 2 AFF[5] Radarvuurleidingsvoertuig voorzien van HARD[6] 3D AESA[7] radar- en vuurleidingssysteem van Saab Microwave Systems (voorheen Ericsson Microwave Systems).
- Interface-voertuig Mercedes-Benz G[8]

## ASRAD-Hellas

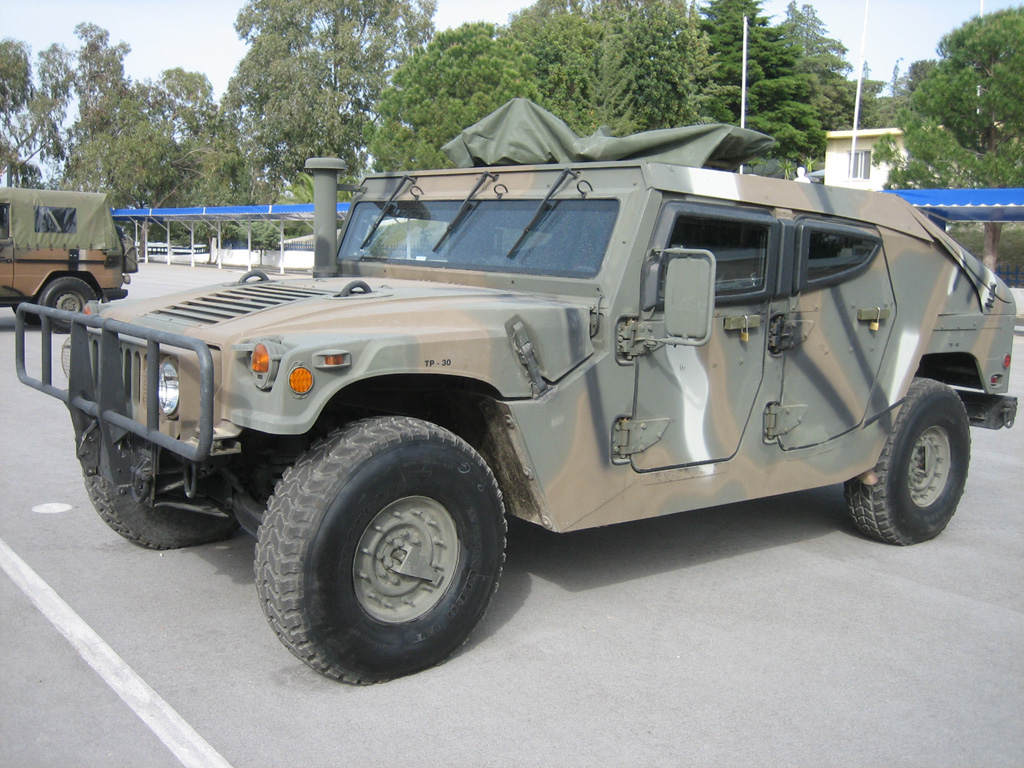
Griekse HMMWV

Het Griekse leger heeft 54 ASRAD-vuureenheden gekocht. De eerste werd geleverd in oktober 2004 en de laatste in 2006. Deze zijn door het Griekse bedrijf ELBO/AMG (nu Hellenic Defence Systems of HDS) gemonteerd op HMMWV's. Ze zijn bewapend met Stingers en worden ASRAD-Hellas (Grieks: ΑΣΡΑΔ Ελλάς) genoemd. De Griekse systemen zijn vrijwel gelijk aan de Duitse.
De Grieken beschikken niet over een radarvuurleidingssysteem voor de ASRAD-Hellas, maar ASRAD Hellas kan worden uitgerust met aanvullende C3I-interfacesoftware om in een geïntegreerd luchtverdedigingsnetwerk te kunnen worden opgenomen.

## ASRAD-R

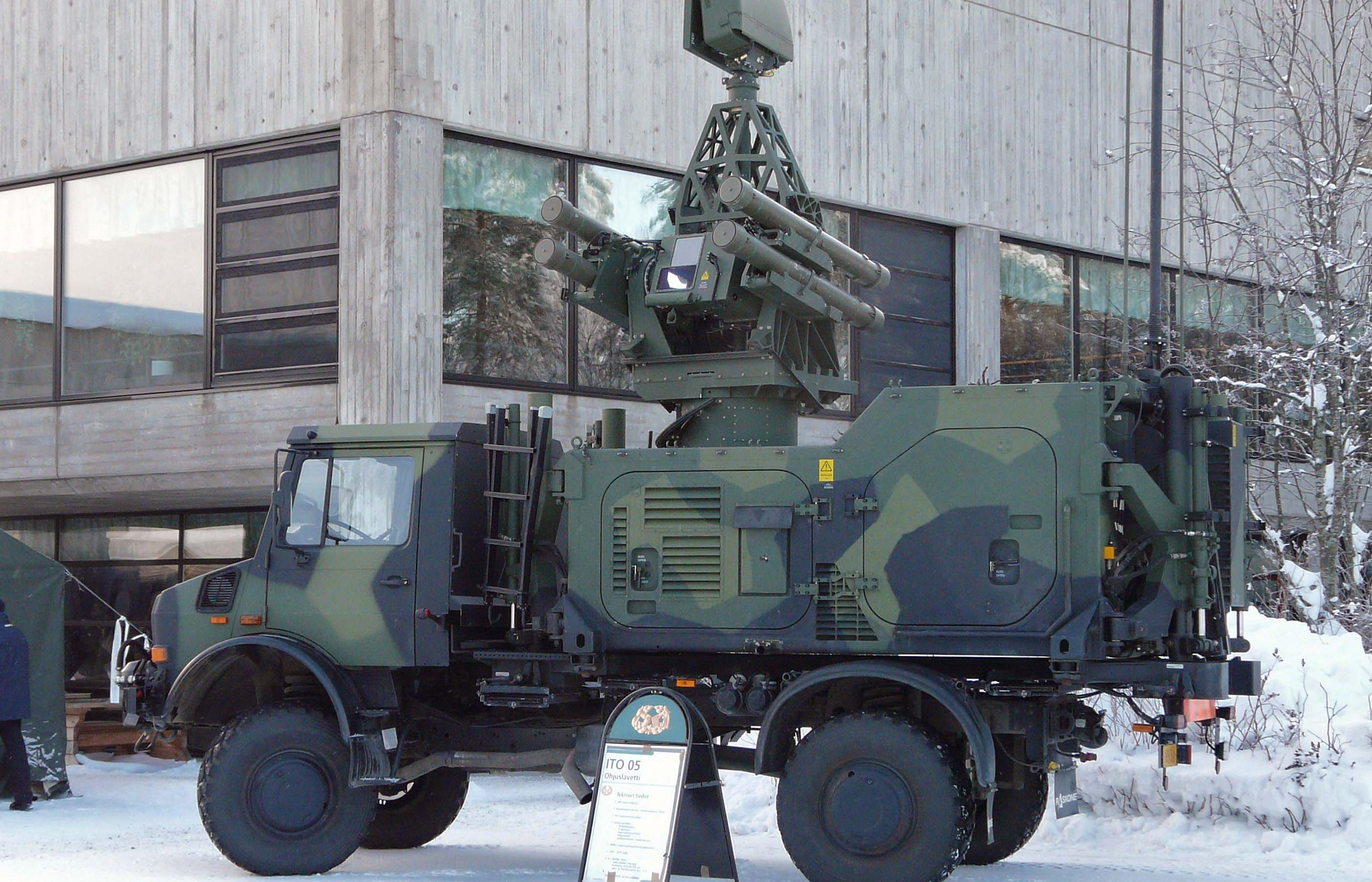
Unimog ItO 2005

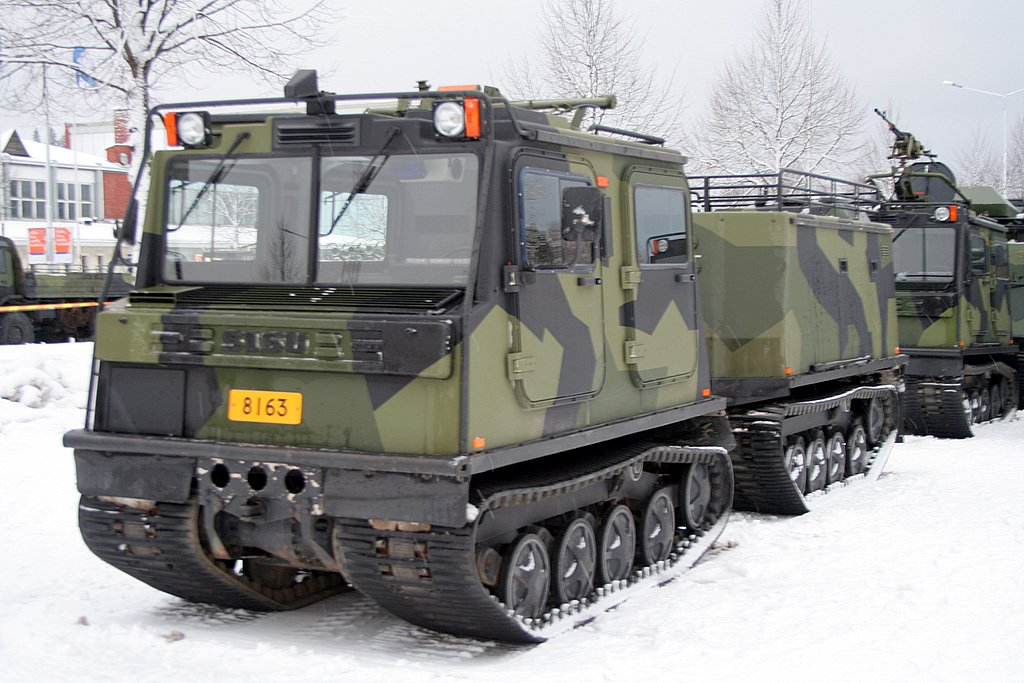
Sisu Nasu

ASRAD-R (Advanced Short Range Air Defense System - RBS) werd door Rheinmetall en Saab Bofors Dynamics gezamenlijk ontwikkeld. Het bestaat uit de ASRAD van Rheinmetall, uitgerust met de Saab Bofors Dynamics RBS 70-luchtdoelraket en gecombineerd met het HARD 3D AESA radar- en vuurleidingssysteem van Saab Microwave Systems (voorheen Ericsson Microwave Systems). Het radarvuurleidingssysteem en de afvuureenheid zijn op hetzelfde voertuig gebouwd. Het systeem wordt in Finland ItO 2005 genoemd.
De HARD-radar heeft een bereik van 20 km en heeft ook infrarood zoek- en volgmogelijkheden.
De gebruikte RBS-70-luchtdoelraket is de nieuwste versie genaamd Bolide. Het is een lasergeleide korteafstandsraket uitgerust met een nabijheidsontsteker. Het system werkt ook tegen kruisraketten. Elke ASRAD-R is voorzien van een affuit met vier RBS-70-raketten. De RBS-70-raketten maken gebruik van ACLOS-geleiding (Automatic Command to Line-of-Sight). Daarvoor beschikt de vuureenheid over een optisch dag- en nachtzichtsysteem waarmee een laserstraal voortdurend op het doelwit gericht kan worden. De raket volgt deze laserstraal met behulp van een laserontvanger. Aangezien de laserontvanger zich aan de achterkant van de raket bevindt, is het systeem vrijwel immuun voor elektronische storing, maar het kan wel beïnvloed worden door atmosferische omstandigheden (verminderd zicht/rook).
In 2002 bestelde Finland 16 systemen plus enkele RBS-70's Manpads (ItO 2005M). Vier systemen zijn gemonteerd op Sisu Nasu rupsvoertuigen en twaalf op Unimog 5000 L/38 4×4-vrachtwagens. Elke batterij beschikt tevens over vier RBS 70 Bolide Manpads (ItO 2005M).
Er werden vier batterijen mee uitgerust, een voor elk van de drie Finse eenheden van de snelle reactiemacht en een voor de territoriale beveiliging van Helsinki, als aanvulling op andere SAM-systemen.
Foto’s ASRAD-R

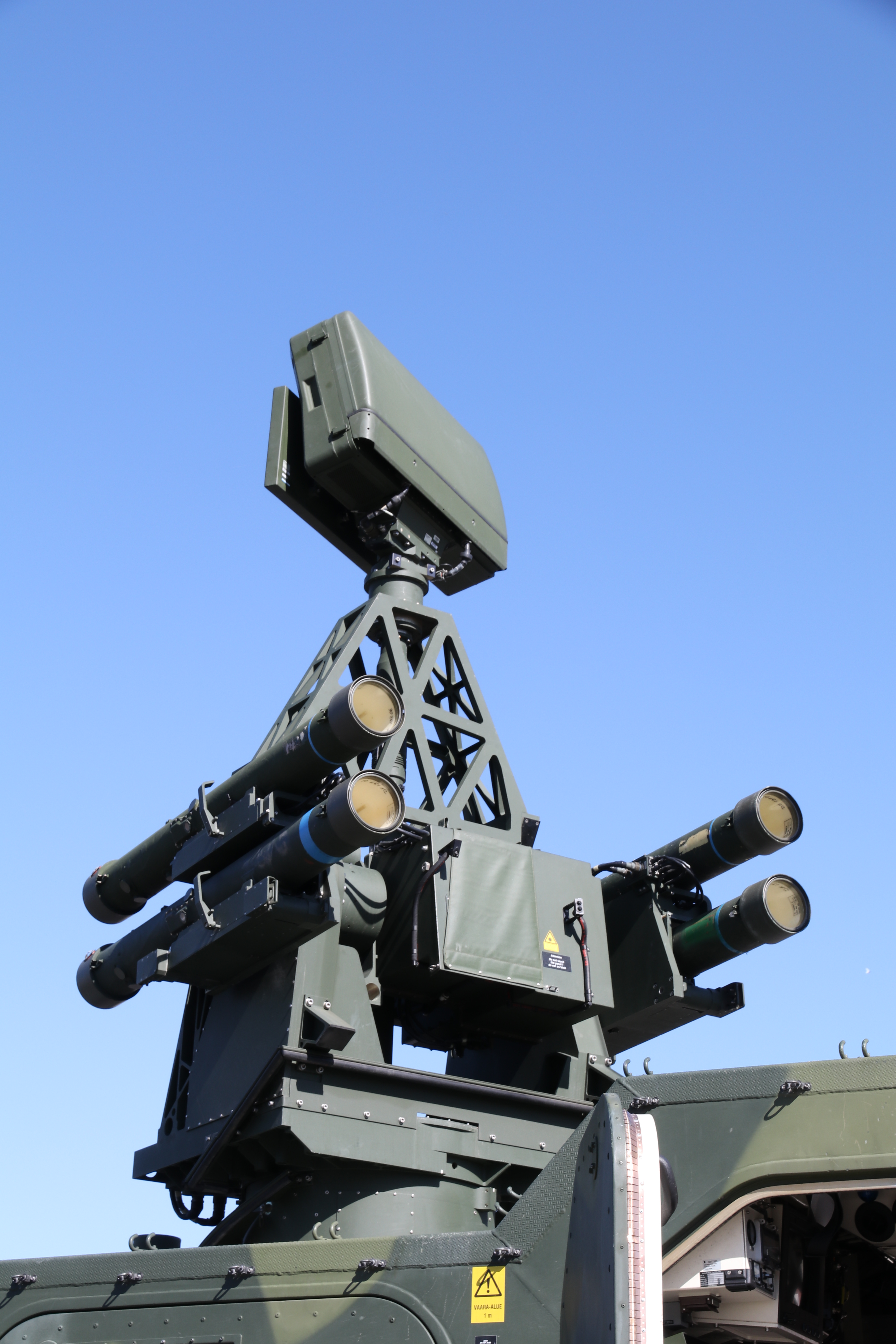
ASRAD-R Launchers en radar
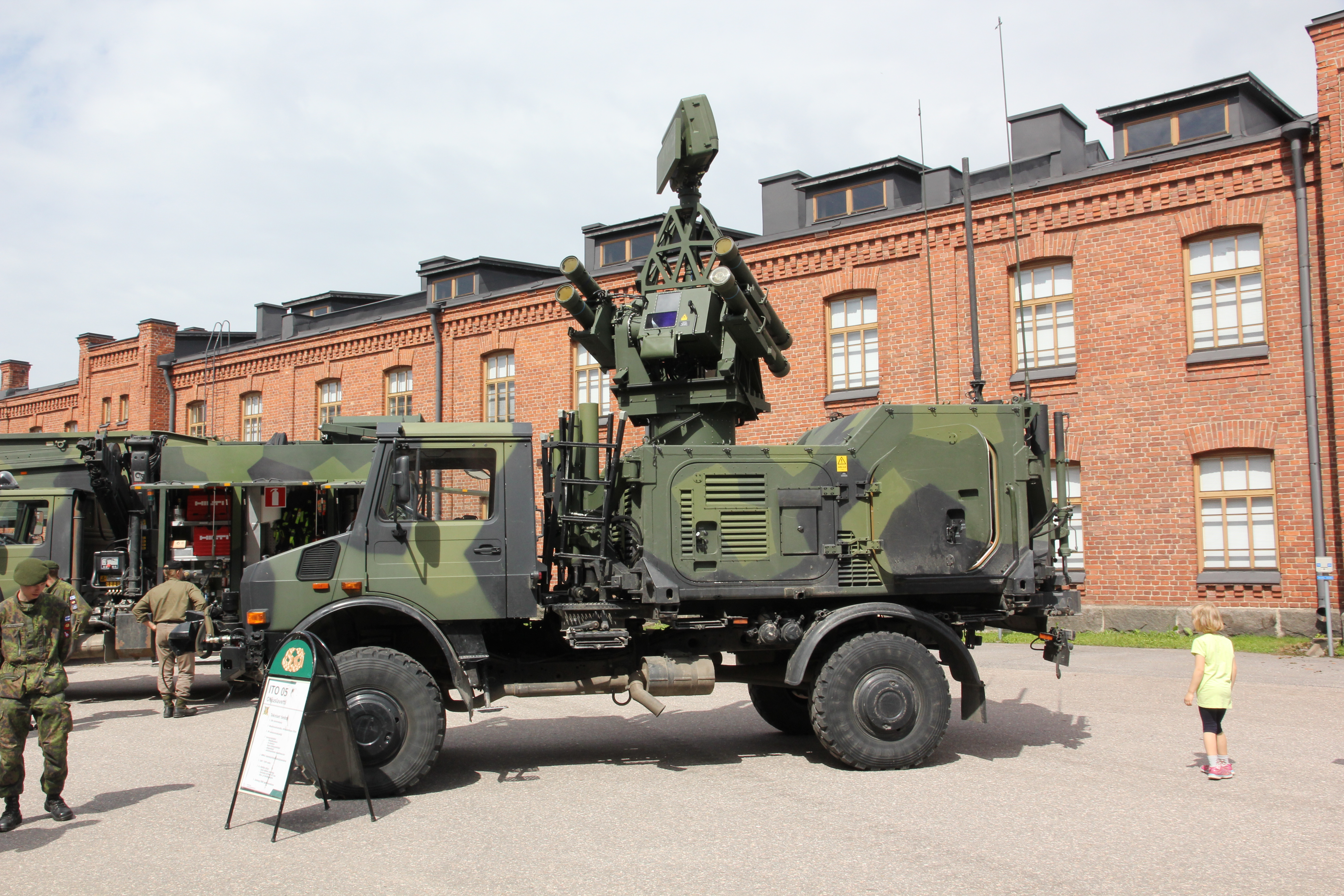
Unimog 5000 L/38 4x4 ItO 2005
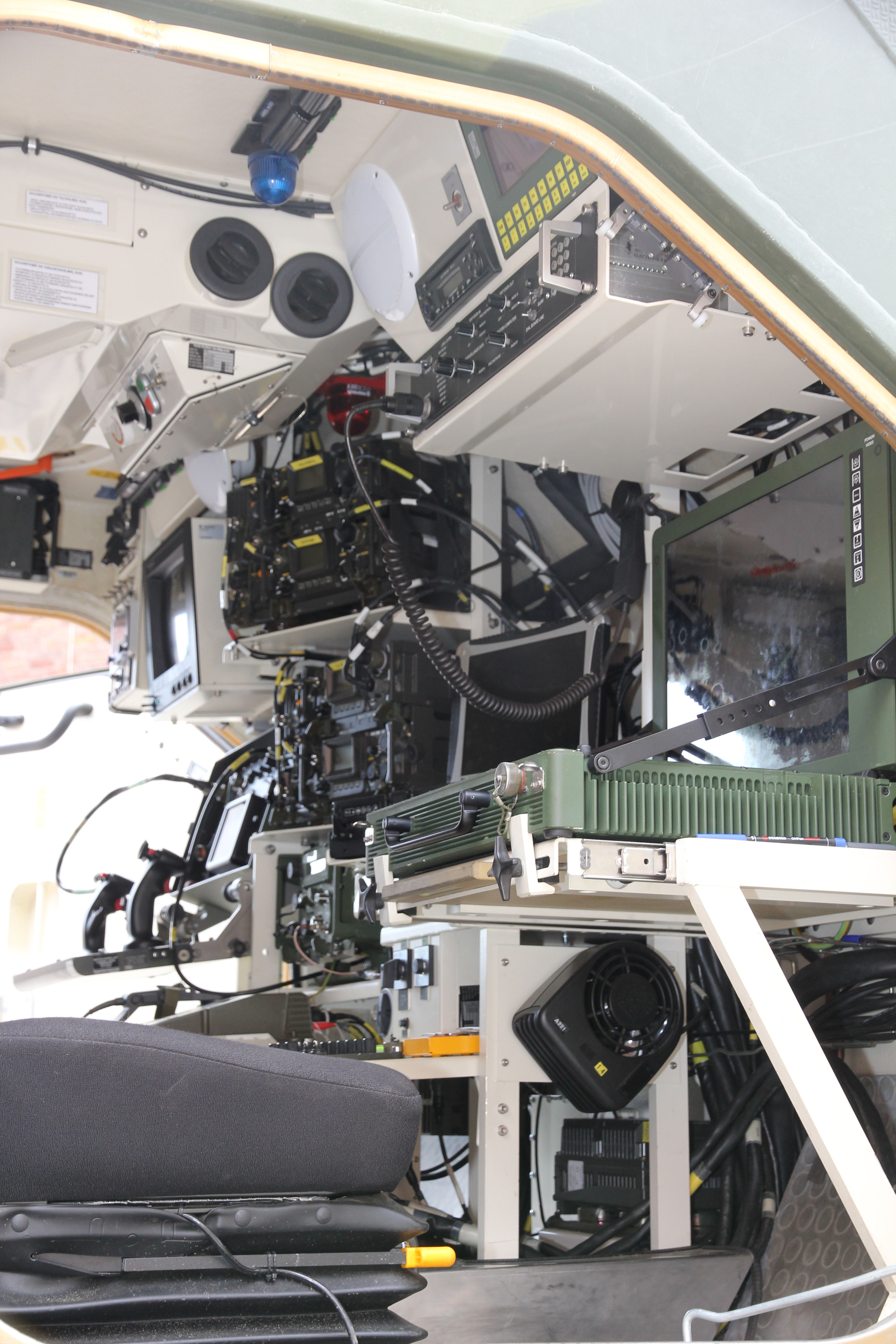
Interieur bedieningscabine ASRAD-R
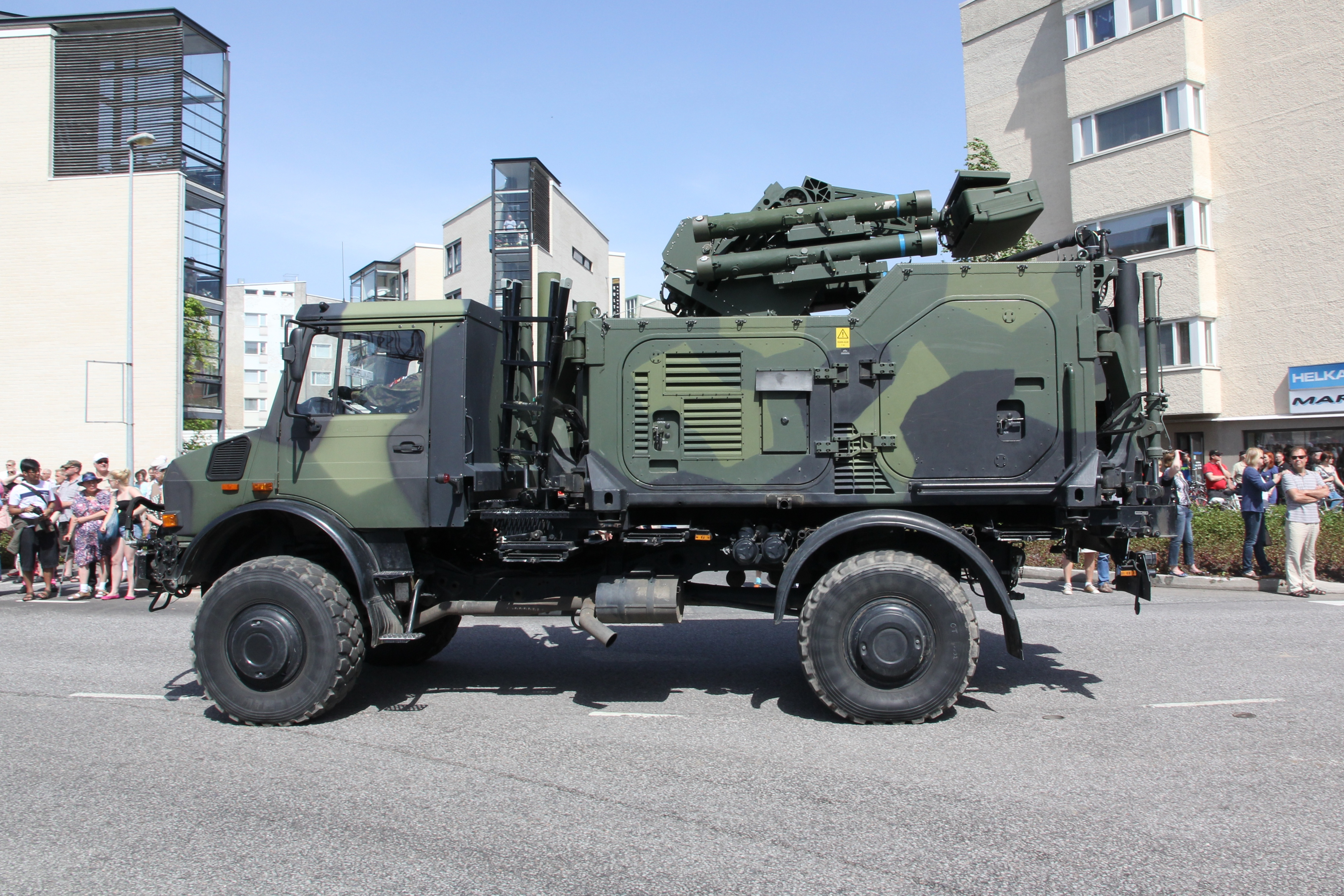
Unimog 5000 L/38 4x4 ItO 2005 in vervoersstand